# 현대자동차그룹 메타플랜트 아메리카
현대자동차그룹 메타플랜트 아메리카 (영어: Hyundai Motor Group Metaplant America, HMGMA)는 미국 조지아주 엘라벨에 있는 현대자동차의 현지공장이다. 정식 명칭에는 지속가능한 미래 모빌리티 공장이라는 의미를 담아 메타플랜트가 포함됐다.

## 상세
2022년 10월 25일, 기공식이 개최됐다. 1,183만㎡ 부지에 연간 300,000 대의 전기차를 양산할 수 있는 규모로 지어질 예정이다. 2023년 상반기부터 공장 건설이 시작되었으며 2024년 10월부터 아이오닉 5 양산을 시작했다. 2025년부터 아이오닉 9을 생산할 예정이며 향후 제네시스와 기아 차량도 생산하고 여기에서 생산되는 차량은 북미 전역에 공급될 예정이다. 현대자동차그룹 메타플랜트 아메리카의 제조 혁신 플랫폼에는 인공지능 기반 지능형 제어 시스템, 친환경 저탄소 공법, 인간 친화적 설비 등이 포함된다.
현대자동차그룹 메타플랜트 아메리카는 기아 조지아 공장(약 420㎞) 및 현대자동차 앨라배마 공장(약 510㎞)과 인접해 있어 부품 조달 및 공급망 관리가 원활해진다.
2024년 12월, 운송 업무를 위한 수소전기트럭 엑시언트 21대가 투입됐으며, 이동식 수소 충전소도 설치될 예정이다.
현대자동차그룹 메타플랜트 아메리카가 완공되어 2025년 3월 26일 준공식이 개최됐다. 2025년 3월부터 아이오닉 9 생산을 시작했으며, 하이브리드 차종도 2026년부터 양산할 예정이다. 현대자동차그룹 메타플랜트 아메리카는 현대자동차그룹 싱가포르 글로벌 혁신센터에서 개발 및 실증한 첨단 제조 기술을 도입해 AI 기반 각종 시스템과 자율로봇 등을 통제하고, 공장의 생산 데이터를 디지털화해 운영에 활용하는 소프트웨어 중심의 공장으로 구축됐다. 또한 현대자동차그룹 메타플랜트 아메리카에 수소 기술을 활용한 친환경 물류체계인 HTWO 로지스틱스 솔루션을 도입했으며, 넓은 주차장 부지에는 태양광 발전 패널을 지붕에 설치한 구조물들이 설치됐다.
현대자동차그룹 메타플랜트 아메리카 부지 내에는 차량에 탑재될 각종 핵심 부품을 생산하거나 공급하는 현대차그룹 주요 계열사가 위치하고 있다. 현대모비스는 SUV용 대용량 배터리를 포함하는 배터리 시스템과 맞춤형 모듈을 생산하고, 현대글로비스는 부지 내 통합물류센터와 출고 전 완성차 관리센터를 운영한다. 현대제철은 부지 내 조지아 스틸 서비스 센터에서 초고강도강 소재의 자동차용 강판을 가공해 프레스 공장으로 공급하며, 현대트랜시스는 시트와 시트 프레임을 생산한다. 현대위아는 현대자동차그룹 메타플랜트 아메리카의 물류 자동화를 지원하며, 현대로템은 서보 프레스 설비를 HMGMA 현장에 공급한다.
2026년 완공을 목표로 부지 내에 연산 30GWh 규모의 현대자동차그룹-LG에너지솔루션 합작 배터리셀 공장도 건설 중이다. 또한 부지 내 산책로, 운동장, 피크닉 공간 등으로 구성된 약 5만 평 규모의 생태공원도 조성 중이다.

## 생산 차종
- 아이오닉 5
- 아이오닉 9

## 같이 보기
- 현대자동차그룹
- 현대자동차
- 기아
- 제네시스